# Carihuairazo
Der Vulkan Carihuairazo (auch Carihuayrazo) ist der stark erodierte Rest einer vulkanischen Caldera. Er ist der kleinere Nachbar von Ecuadors höchstem Berg, dem Chimborazo.

## Geografie & Geologie

### Lage
Der Carihuairazo liegt in der Westkordillere der ecuadorianischen Anden, 150 km südsüdwestlich der ecuadorianischen Hauptstadt Quito. Sein direkter Nachbar ist der 6263 Meter hohe Chimborazo. Die nächsten Städte sind Riobamba (etwa 30 km südöstlich), Ambato (etwa 30 km nordwestlich) und Guaranda (etwa 30 km südwestlich). Carihuairazos 1,5 km weite, stark erodierte Caldera ist gegen Osten offen.
Der Carihuairazo liegt innerhalb des Naturreservats Reserva de Produccion Faunistica Chimborazo, welches dazu dient den Lebensraum für die in den Anden heimischen kameliden Vicuña, Lama und Alpaca zu schützen.

### Gletscher
Carihuairazos Gletscher hat in den letzten Dekaden aufgrund von globaler Erwärmung und Aschebedeckung infolge der aktuellen vulkanischen Aktivität seines östlichen Nachbars Tungurahua signifikant an Masse verloren. Im Jahr 2017 war eine Fläche von 0,03 km² übrig.

### Vulkanismus
Ursprünglich war der Carihuairazo ein Vulkan ähnlicher Ausmaße wie der Chimborazo. Die heutige Caldera ist der nach Explosionen während seiner letzten Aktivitätsperiode übriggebliebene Rest. Es gibt keine historischen Hinweise auf Aktivität, der Carihuairazo wird als inaktiv angesehen.

## Geschichte

### Etymologie
Der Name stammt vermutlich aus dem Quichua und ist eine Zusammensetzung der Wörter Cari (Mann), huay (Wind) und razu (Eis/Schnee) (Schmudlach 2001). Gemäß der lokalen indianischen Mythologie wurden Carihuairazo und El Altar (beides stark erodierte Calderas) von Taita (Vater) Chimborazo im Streit um die Gunst von Mama Tungurahua zerstört.

### Erstbesteigung
Der Carihuayrazo wurde von Edward Whymper und den Brüdern Louis und Jean-Antoine Carrel während ihrer 1880er Ecuador-Expedition bestiegen. Aus den Beschreibungen von Whymper geht nicht eindeutig hervor, welchen Gipfel sie bestiegen haben, es wird gemutmaßt, dass sie den Mocha- (4960 m) und nicht den Maxima-Gipfel (5018 m) bestiegen haben. 
Die Erstbesteigung des Maxima-Gipfels (1951) wird Arturo Eichler, Horacio Lopez Uribe und Jean Morawiecki zugeschrieben (Neate 1994).

## Bergsteigen
Aufgrund des Gletscherschwundes nimmt der Schwierigkeitsgrad für die Besteigung des Carihuairazo zu. Wo es sich früher hauptsächlich um einen Gletscheraufstieg handelte, ist heute vielerorts technische Kletterei notwendig, die komplizierteste Stelle stellt der Gipfelturm dar (Maxima, 5018 m).
- Der Carihuairazo kann ganzjährig bestiegen werden. Die besten Saisons sind Dezember–Januar und Juli–August.
- Eine gute Höhen-Akklimatisation wird empfohlen.
- Der Berg ist auf der IGM (Instituto Geografico Militar) 1:50.000 Karte Chimborazo (CT-ÑIV-C1) verzeichnet.

### Routen
Die Normalroute zum Carihuairazo Maxima (5018 m) startet von einem Biwakplatz um 4600 m. Man erreicht den Gipfelgrat entweder über den SW-Grat oder direkt von Westen her über den Gletscher. Zur Besteigung des Gipfelturms ist schwierige technische Kletterei notwendig.